# Campeonato Europeo de Halterofilia de 1900
El IV Campeonato Europeo de Halterofilia se celebró en Róterdam (Países Bajos) en el año 1900 bajo la organización de la Federación Europea de Halterofilia (EWF) y la Federación Neerlandesa de Halterofilia.

## Medallistas
| Evento            | Oro                        | Plata | Bronce |
| ----------------- | -------------------------- | ----- | ------ |
| Categoría abierta | François De Haes · Bélgica | —     | —      |

## Medallero
| Núm. | País    | Oro | Plata | Bronce | Total |
| ---- | ------- | --- | ----- | ------ | ----- |
| 1    | Bélgica | 1   | 0     | 0      | 1     |
|      | TOTAL   | 1   | 0     | 0      | 1     |